# 梅特羅茲利河
梅特羅茲利河（烏克蘭語：Метрозли），是烏克蘭的河流，位於該國南部，屬於科爾薩克河的支流，河道全長24公里，流域面積343平方公里，流經扎波羅熱州。